# La bruja (película de 1954)
La bruja es una película mexicana de terror de 1954 escrita y dirigida por Chano Urueta, y protagonizada por Lilia del Valle y Ramón Gay.

## Argumento
Un brillante doctor crea una fórmula extraordinaria y rechaza vendérsela a una importante compañía farmacéutica. Como represalia, la empresa decide amenazar a la hija del científico pero la situación sale de control y la matan por equivocacion. Y el doctor que, consumido por un dolor terrible, planea una venganza. Para elaborar su plan busca a una mujer conocida como La Bruja y utiliza sus conocimientos científicos para convertirla en una belleza. La Bruja consigue introducirse en la compañía farmacéutica y se enamora de uno de los altos ejecutivos, pero el problema es que la fórmula sólo dura un corto período de tiempo.

## Reparto
- Lilia del Valle
- Ramón Gay
- Julio Villarreal
- Charles Rooner
- Fernando Wagner
- Luis Aceves Castañeda
- José René Ruiz
- Ángel Di Stefani
- Guillermo Hernández
- Guillermina Téllez Girón
- Diana Ochoa
- Emilio
- José Pardavé